# Рудолф I
Рудолф I, наричан още Рудолф Хабсбургски (на немски: Rudolf von Habsburg – Рудолф фон Хабсбург; на латински: Rudolfus – Рудолфус) (1 май 1218 – 15 юли 1291) е римско-немски крал от 1273 г. до смъртта си.
Изиграва важна роля в издигането на династията на Хабсбургите, като успява да я направи една от водещите германски феодални династии през средните векове.

## Произход и ранни години
Рудолф е син на Алберт IV. След смъртта на баща му през 1239 г. Рудолф наследява семейните владения Елзас и Ааргау. През 1245 г. се жени за принцесата Гертруда фон Хоенберг (1225 – 1281), дъщеря на Буркхард V фон Хоенберг († 1253). В резултат на този брак Рудолф става васал на Швабия.

## Крал на Германия
Коронован е за крал на Германия в катедралата в Аахен на 24 октомври 1273 година. За да спечели симпатиите на Папата, Рудолф отказва всички императорски права на Рим и папски територии и обещава да поведе нов кръстоносен поход.
Рудолф I подновява гонитбата на евреите от Западна и Централна Европа.
През 1276 година започва война между Рудолф и Отокар, в която последният претърпява поражение и в края на 1276 година е принуден да се откаже от Австрия, Щирия, Каринтия и Крайна, които отиват под контрол на краля на Германия. Рудолф I триумфално влиза във Виена. Въпреки това през следващата година Отакар II отново тръгва против краля, но 26 август 1278 годна в битката на Моравско поле чешката армия е разбита от Рудолф I, а сам Отокар II загива.
След смъртта на кралицата на 16 февруари 1281 г. във Виена, Рудолф се жени през май 1284 г. в Безансон за 14-годишната Изабела Бургундска (Агнес) (1270 – 1323), дъщеря на херцог Хуго IV от Бургундия.
Рудолф умира на 15 юли 1291 година. Погребан е в Шпайерската катедрала.
- Рудолф пред тялото на Отокар
- Гробът на Рудолф I в Шпайер
- Стъклопис на Рудолф I в църква в град Оломоуц (Чехия)

## Семейство
1-ви брак: Рудолф и Гертруда (Анна) имат 14 деца (6 синове, 8 дъщери):
- Матилда (1253 – 1304) ∞ 1273 в Хайделберг за Лудвиг II, Строги, пфалцграф при Рейн и херцог в Бавария
- Албрехт I (1255 – 1308), ∞ 1276 във Виена за Елизабета Тиролска
- Катарина (1256 – 1282) ∞ 1279 във Виена за Ото III, херцог на Долна Бавария
- Агнес Гертруда (1257 – 1322) ∞ 1273 във Витенберг за Албрехт II от Анхалт, херцог на Саксония-Витенберг
- Хедвига (1259 – 1303) ∞ 1279 в Лехнин за Ото IV, маркграф на Бранденбург
- Клеменция (1262 – 1293) ∞ 1281 в Неапол за Карл Мартел Анжуйски, титуларкрал на Унгария от Дом Анжу
- Хартман (1263 – 1281 удавен), сгоден за принцеса Йохана, дъщеря на крал Едуард I от Англия
- Рудолф II (1270 – 1290), ∞ 1289 в Прага за Агнес от Бохемия, дъщеря на крал Отакар II Пршемисъл
- Гута (Юта) (1271 – 1297) ∞ 1285 в Прага за Вацлав II, крал на Бохемия
- Карл (*/† 1276)

2-ри брак: май 1284 година – Агнес (Изабела) Бургундска (1270 – 1323), дъщеря на Хуго IV, герцог на Бургундия и Беатрис дьо Шампан, дъщеря на Тибо IV Трубадур, крал на Навара и граф на Шампан. Бракът е бездетен.
- Гертруда (Анна)
първа съпруга
- Агнес Бургундска
втора съпруга
- Матилда
дъщеря
- Албрехт I
син
- Клеменция
дъщеря
- Гута (Юта)
дъщеря